# 1-ヒドロキシ-7-アザベンゾトリアゾール
1-ヒドロキシ-7-アザベンゾトリアゾール（英語: 1-hydroxy-7-azabenzotriazole、HOAt）は、ペプチドカップリング試薬として使われるトリアゾールである。反応中に起こりうるラセミ化を抑制する。
融点は、213 - 216℃の間である。